# Angelo Fausto Vallainc
Angelo Fausto Vallainc (pron. fr. AFI: [valɛ̃c]) (Buissoney, 14 ottobre 1916 – Alba, 8 dicembre 1986) è stato un vescovo cattolico italiano.

## Biografia

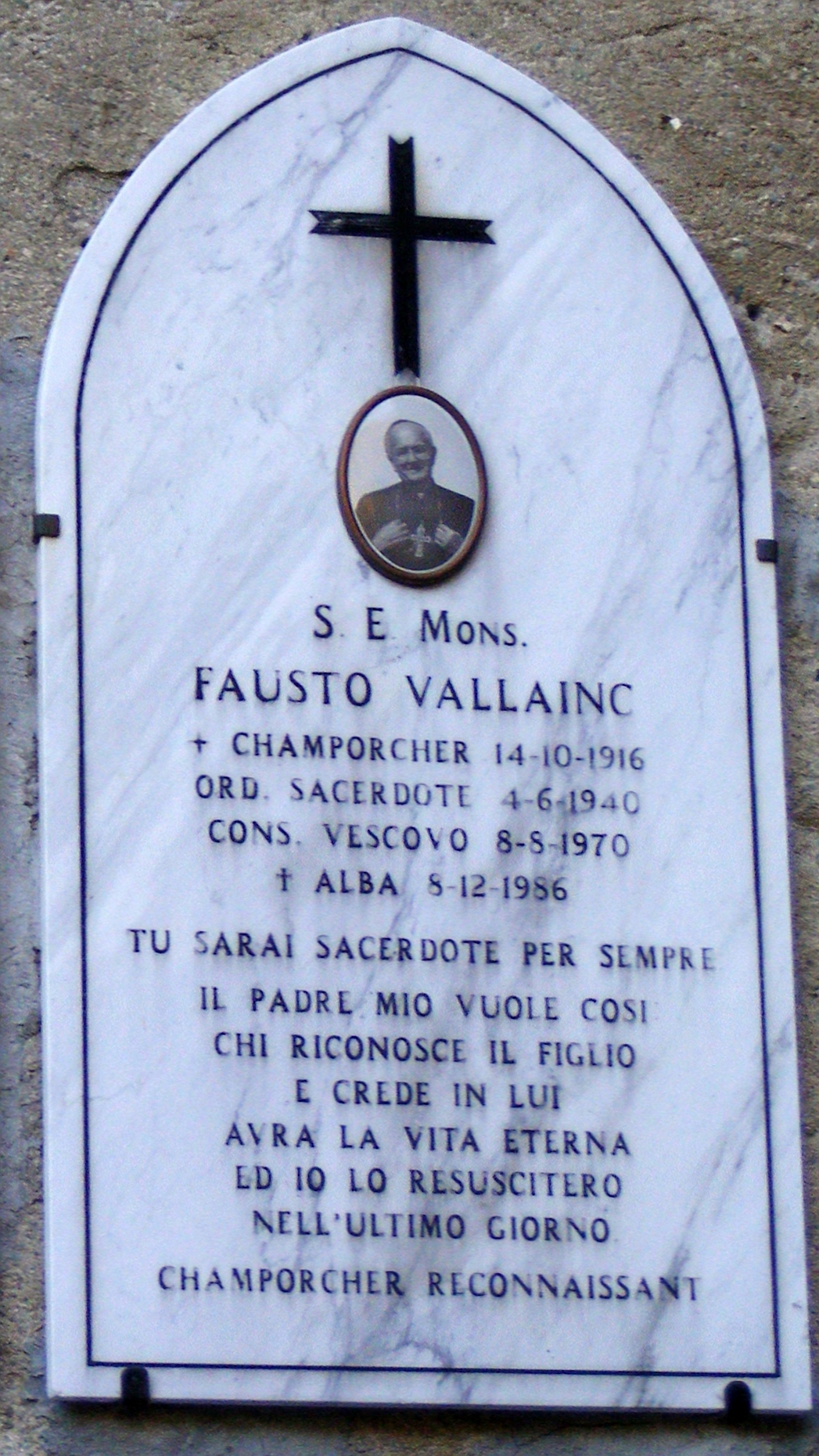
La lapide dedicata a mons. Vallainc nel cimitero di Champorcher

Angelo Fausto Vallainc nacque a Buissoney, nel comune di Champorcher, in Valle d'Aosta.
All'età di 24 anni, il 4 giugno 1940 fu ordinato sacerdote.
Svolse l'incarico di direttore dell'Ufficio stampa del Concilio Vaticano II per poi assumere l'incarico di direttore della Sala Stampa della Santa Sede.
Nel 1950 è co-fondatore del Corriere della Valle.
Il 4 luglio 1970 fu nominato vescovo ausiliare di Siena e fu consacrato vescovo l'8 agosto dello stesso anno. Poiché la diocesi di Colle di Val d'Elsa era unita in persona episcopi all'arcidiocesi di Siena, fu destinato a Colle di Val d'Elsa, sebbene non ne avesse il titolo vescovile. Fu invece vescovo titolare di Frigento.
Lasciò la diocesi il 7 ottobre 1975, in quanto eletto vescovo di Alba. Morì ad Alba l'8 dicembre 1986.

## Genealogia episcopale
La genealogia episcopale è:
- Cardinale Scipione Rebiba
- Cardinale Giulio Antonio Santori
- Cardinale Girolamo Bernerio, O.P.
- Arcivescovo Galeazzo Sanvitale
- Cardinale Ludovico Ludovisi
- Cardinale Luigi Caetani
- Cardinale Ulderico Carpegna
- Cardinale Paluzzo Paluzzi Altieri degli Albertoni
- Papa Benedetto XIII
- Papa Benedetto XIV
- Papa Clemente XIII
- Cardinale Marcantonio Colonna
- Cardinale Giacinto Sigismondo Gerdil, B.
- Cardinale Giulio Maria della Somaglia
- Cardinale Carlo Odescalchi, S.I.
- Cardinale Costantino Patrizi Naro
- Cardinale Lucido Maria Parocchi
- Papa Pio X
- Papa Benedetto XV
- Papa Pio XII
- Cardinale Carlo Confalonieri
- Vescovo Angelo Fausto Vallainc